# Síndrome de Wolf-Hirschhorn
La síndrome de Wolf-Hirschhorn (WHS, per les seves sigles en anglès), també coneguda com a síndrome de deleció monocromosomica Dillan 4p, síndrome de Pitt-Rogers-Danks (PRDS) o síndrome de Pitt, és una malaltia genètica rara causada per la microdeleció del braç curt del cromosoma 4, concretament la regió 4p.16.3.
Aquesta síndrome va ser descrita per primera vegada en 1961 pels estatunidencs Herbert L. Cooper i Kurt Hirschhorn i, posteriorment va guanyar l'atenció de tot el món per les publicacions de l'alemany Ulrich Wolf, i Hirschhorn i els seus companys de treball, en particular els seus articles en la revista científica alemanya "Humangenetik”. Aquesta síndrome causa un fenotip característic, la forma de la cara és la de casc de guerrer.

## Signes i característiques
Les anomalies més comunes inclouen:  
- Cara amb forma de casc de guerrer o cascavell.
- Gran retard mental
- Retard del creixement[2]
- Convulsions

El casc de guerrer o casc grec està relacionat amb les següents característiques facials:
- Frontal ample o en forma de cúpula, que recorda a la part superior d'un casc rodó o semicircular.
- Mandíbules prominents o angulars. La boca és ample, però, presenta micrognàtia i una curta distància entre la base del nas i el llavi superior. Això dona una forma que recorda a la base d'un casc que es tanca al voltant de la cara.
- Cara que s'eixampla cap avall. La forma de la cara que presenta li dona un aspecte sòlid i robust similar a un cascavell o un casc.

Altres característiques facials poden ser:
- Microcefàlia
- Glabel·la prominent
- Ulls grans
- Hipertelorisme
- Plecs epicantals
- Celles molt arquejades
- Micrognatia
- Orelles malformades, amb orifici petit i tapadora de pell (en anglès: "flap of skin" o "ear tag")
- Asimetria facial

Els trets facials poden, a més, incloure: llavi leporí, paladar dividit, estrabisme i hipertelorisme.
La majoria dels els naixements d'individus amb aquesta síndrome, presenten un retard en el creixement i discapacitat intel·lectual.
Aquest retard en el creixement causa problemes en els nadons en el guany de pes. Aquest es veu reflectit en el naixement, tenint un pes inferior al normal. També tenen problemes d'hipotonia i musculatura subdesenvolupada. Les habilitats motores es veuen significativament retardades i, la majoria dels afectats presenten una curta alçada.
Altres característiques addicionals i/o conseqüències del WHS poden ser:
- Canvis en la pell: pell seca o clapejada
- Anormalitats esquelètiques, entre les més comunes trobem la curvatura anormal de la columna vertebral (escoliosi o cifosi)
- Hipodontia
- Defectes cardíacs com la tetralogia de Fallot
- Pèrdua de l'audició
- Anomalies genitourinàries
- Mans petites i dits encorbats

## Prevalença
La prevalença de la WHS s'estima en 1 de cada 50.000 naixements. No obstant això, aquesta estimació pot estar per sota de la prevalença real degut a possibles diagnòstics incorrectes i, alguns casos on no es dugui a terme el diagnòstic dels individus afectats.
Per raons desconegudes, la WHS ocorre amb una proporció major en dones que en homes. La seva proporció és 2 a 1.

## Genètica
La regió crítica per a la determinació del fenotip es troba en el 4p16.3 i, la severitat dels símptomes i l'expressió del fenotip està relacionada, en la majoria dels casos, respecte a la quantitat de material genètic delecionat. No obstant això, alguns investigadors han descrit a persones afectades amb WHS amb una discapacitat intel·lectual severa, però, afectats per una petita deleció submicroscópica detectable únicament per FISH; mentre que també s'han descrit individus amb discapacitat intel·lectual de mitjana a moderada però sense les malformacions típiques que presentaven grans deleciones detectables per anàlisis citogenètic. Això genera diversitat d'opinions en la comunitat científica respecte la relació genotip-fenotip, alguns investigadors la descriuen com a parcial i uns altres com a total.

### Origen i causes
El WHS és causat per una deleció parcial del braç curt del cromosoma 4, més concretament la regió 4p16.3.
Entre el 50% i 60% dels casos afectats per WHS, tenen una deleció de novo, mentre que, aproximadament entre el 40% i el 45%, són heretats per una translocació cromosòmica desequilibrada, aquest tipus de translocació pot ser de novo o heretada d'algun dels progenitors en el cas que tinguessin una translocació equilibrada. Respecte els casos originats de novo, el 80% són derivats del cromosoma patern i, en els casos de translocació familiar heretada, hi ha una proporció de 2:1 de risc d'herència materna (l'herència per translocació cromosòmica paterna és la meitat de freqüent que la materna).
D'altra banda, només un petit percentatge dels casos es produeix per reorganitzacions cromosòmiques més complexes, un exemple és l'anell del cromosoma 4, una anomalia inusual que ocorre quan el cromosoma es trenca en dues parts i els extrems del cromosoma es fusionen formant una estructura circular, comportant en el procés la pèrdua de les regions dels extrems.

#### Risc per als familiars
El risc que tenen els familiars de presentar aquesta síndrome depèn molt de quin és l'origen de la deleció:
- Progenitors del provant. No estaran afectats, però sempre es recomana una anàlisi parental per a detectar reorganitzacions cromosòmiques equilibrades que afectin la regió 4p16.3. Si aquest és el cas, es poden realitzar proves de diagnòstic prenatal, si es produeixen embarassos, per a destriar si el bebè pot estar afectat per la síndrome o no, i prendre decisions sobre aquest tema tenint sempre en compte que existeix una figura anomenada conseller genètic que oferirà una opinió experta sobre el cas concret.[3]
- Germans/as del provant. Depèn de l'estatus genètic dels progenitors. Si la deleció va ser de novo, el risc és menyspreable; si un dels progenitors és portador d'una translocació equilibrada, el risc que els/les germans/as siguin monosomías de 4p o trisomies de 4p s'incrementa; i germans/as asimptomàtics/as poden presentar una translocació equilibrada que els produeixi problemes reproductius.
- Descendents del provant. No s'han registrat casos d'individus amb WHS que hagin tingut descendència.
- Altres membres de la família del provant. Si algun dels progenitors té una translocació equilibrada, els membres de la seva família també tenen el risc de ser portadors d'aquesta mena de translocació.

### Gens implicats
La regió delecionada per aquesta síndrome està en la regió 4p16.3, en el cromosoma 4 i, sol afectar particularment els gens WHSC1-WHSC2, LETM1 i MSX1 (aquest últim gen es situa fora de la regió crítica però, acostuma a desaparèixer quan al produir-se la deleció que causa aquesta malaltia). Aquests gens tenen un paper fonamental en el desenvolupament primerenc, encara que moltes de les seves funcions específiques són encara desconegudes. Les fallades produïdes per la pèrdua d'aquests gens són:
- WHSC1: sigles de "Wolf-Hirschhorn syndrome candidate 1" i també conegut com MMSET, s'associa amb moltes de les característiques facials i el retard del desenvolupament. Aquest gen codifica tres proteïnes (MMSET I, MMSET II i RE-IIBP) que es troben actives abans i després del naixement en moltes cèl·lules i teixits de l'organisme. Es creu que MMSET II i RE-IBP funcionen com a reguladores de l'activitat d'altres gens, principalment com a histona metiltransferasas, però no es coneixen quins són els gens diana.
- LETM1: sigles de "Leucine zipper-EF-hand containing transmembrane protein 1", sembla estar associat amb les convulsions i altres anomalies de l'activitat elèctrica del cervell. La funció d'aquest gen no és totalment clara. La proteïna que codifica s'activa en el mitocondri, on pot estar implicada en el transport d'ions de calci a través de les membranes mitocondrials i en la determinació de la forma i el volum dels mitocondris. No es coneix la relació entre els defectes mitocondrials que provoca la falta d'aquest gen i l'aparició d'activitat cerebral anormal.
- MSX1: sigles de "msh homeobox 1", és responsable de les anormalitats dentals, el llavi leporí i el paladar dividit. Aquest gen actua en el desenvolupament primerenc, controlant la formació de moltes estructures corporals. Especialment, la seva funció és crítica per al normal desenvolupament de les dents i altres estructures bucals. També sembla ser important per a les ungles de mans i peus.

### Diagnòstic
El diagnòstic de WHS s'estableix mitjançant la troballa d'una deleció heterozigòtica de la regió crítica de la síndrome de Wolf-Hirschhorn (WHSCR) en el cromosoma 4p16.3 mitjançant microarray cromosòmic (CMA), anàlisi citogenètic convencional amb bandes G o hibridació in situ per fluorescència (FISH). S'ofereixen tests genètics i consell genètic a les famílies afectades.

#### Diasnóstic diferencial
- Deleción proximal en 4p. S'han descrit deleciones intersticials en regions des de 4p12 fins a 4p16, zones pròximes al WHS però no estan associades amb aquest.[3]
- Fenotip WHS. El fenotip clínic i les característiques facials relacionades amb el WHS poden ser confoses amb altres síndromes conduint a un mal diagnòstic. Aquestes síndromes són: síndrome de Seckel, síndrome de CHARGE, síndrome de Smith-Lemli-Opitz, síndrome de Opitz G/BBB, síndrome de Malpuech, síndrome de Lowry-MacLean, síndrome de Williams, síndrome de Classic Rett, síndrome de Angelman i síndrome de Smith-Magenis.[3]

## Vigilància
La vigilància o seguiment sistemàtic de la persona, permet ajustar els processos de rehabilitació i els tractaments segons si les habilitats milloren o empitjoren, adaptant d'aquesta manera, les necessitats mèdiques de la persona afectada.
- Comptatge sanguini complet per a detectar disfuncions hematopoètiques.
- Anàlisi anual de la funció renal, incloent nitrogen ureic sèric (NUS), creatinina, i cistatina C; urianálisis; i anàlisi de aclariment de creatinina.
- Considerar ultrasonografies rutinàries del fetge per a avaluar possibles adenomes hepàtics.